# Jan Nepomucen Mostowski
Jan Nepomucen Mostowski herbu Dołęga (zm. 20 kwietnia 1837 roku) – prezes Komisji Wojewódzkiej Województwa Augustowskiego od 1822 roku do 31 grudnia 1830 roku, komisarza wydziału administracyjnego Komisji Województwa Płockiego w 1817 roku, komisarz obwodu lipnowskiego Królestwa Kongresowego w latach 1816–1817, podprefekt powiatu piotrkowskiego Księstwa Warszawskiego w latach 1810–1811.
Syn cześnika piotrkowskiego Macieja. Był żonaty z Barbarą z Tomickich, z którą miał synów: Macieja i Ignacego.
Był odznaczony Orderem Świętego Stanisława IV klasy (1820), II klasy (1823), I klasy (1830). 